# William Tenn
William Tenn, właśc. Philip Klass (ur. 9 maja 1920 w Londynie, zm. 7 lutego 2010 w Mt. Lebanon, Pensylwania) – amerykański pisarz science fiction i inżynier żydowskiego pochodzenia oraz krytyk fantastyki, urodzony w Wielkiej Brytanii.
Publikował także pod pseudonimem Kenneth Putnam. Był jednym z wielkich autorów Złotej Ery Science Fiction (Golden Age of Science Fiction) i wywarł duży wpływ na rozwój tego gatunku. Opublikował przeszło 60 opowiadań, dwie powieści, liczne eseje oraz artykuły naukowe.

## Życiorys
Urodził się w Londynie, jednak od dzieciństwa wychowywał się w Nowym Jorku. W czasie drugiej wojny światowej służył jako inżynier w amerykańskim lotnictwie.
Pierwszy tekst opublikował w 1946 roku w magazynie Astounding Science Fiction.  Większość swoich tekstów sygnował pseudonimem William Tenn, ale kilka (zwłaszcza pisane w latach 70. eseje) podpisywał swoim prawdziwym imieniem i nazwiskiem. Kilka utworów napisał także jako Kenneth Puntam.
Pisał klasyczne utwory science fiction, często wypełnione specyficznym humorem. Słynął zwłaszcza z opowiadań wydawanych w autorskich zbiorach oraz antologiach. Jest także autorem kilku scenariuszy filmowych. Był redaktorem naczelnym kilku antologii fantastycznych: Children of Wonder (1953), Once Against the Law (1968, współredaktor: Donald Westlake), The Players of Hell (1968, współredaktor: Dave van Arnam).
Aktywną karierę pisarską zakończył w latach 70.
W 1993 ukazała się jego biografia zatytułowana William Tenn, High Klass Talent: A Working Bibliography wydana przez Galactic Central Publications.
W 1995 Tenn otrzymał tytuł Author Emeritus przyznawany przez Science Fiction and Fantasy Writers of America. Był Gościem Honorowym 62. Worldconu w Bostonie w 2004.

## Życie prywatne
Od 1957 roku był żonaty z Frumą. Mieszkali w Pensylwanii. Zmarł w wieku 89 lat.

## Publikacje
Lista publikacji Williama Tenna.
Pierwszy utwory Tenna po polsku ukazały się już w 1958 w antologii W stronę czwartego wymiaru. Później przetłumaczono jedną jego powieść i większość zbiorów opowiadań. Polskim tłumaczem (lub redaktorem) wielu z utworów Tenna jest Wiktor Bukato.

### Powieści
- O ludziach i potworach (Of Men and Monsters), 1968
- A Lamp for Medusa, 1968

### Zbiory opowiadań
- Wyzwolenie Ziemi (Of All Possible Worlds), 1955
- Ludzki punkt widzenia (The Human Angle), 1956
- Przed czasem (Time in Advance), 1958
- Bernie Faust (The Seven Sexes), 1968
- The Wooden Star, 1968
- Pierwiastek kwadratowy z człowieka (The Square Root of Man), 1968
- Vuurwater, 1975

### Niektóre opowiadania zamieszczone w antologiach
- Bernie Faust (Bernie Faust), w: Rakietowe szlaki, tom 2
- Moje potrójne ja (Me, Myself, and I), w: W stronę czwartego wymiaru
- Wyzwolenie Ziemi, (The Liberation of Earth) w: W stronę czwartego wymiaru
- W otchłani, wśród umarłych, w: W stronę czwartego wymiaru
- Program Brooklyn (Brooklyn Project), w: Droga do science fiction. Część 3.: Od Heinleina do dzisiaj, tom 2
- Upiorne kryterium (The Ghost Standard), w: Playboy science fiction
- Projekt Cisza, w: Złoty wiek SF